# Juan Antonio Fernández

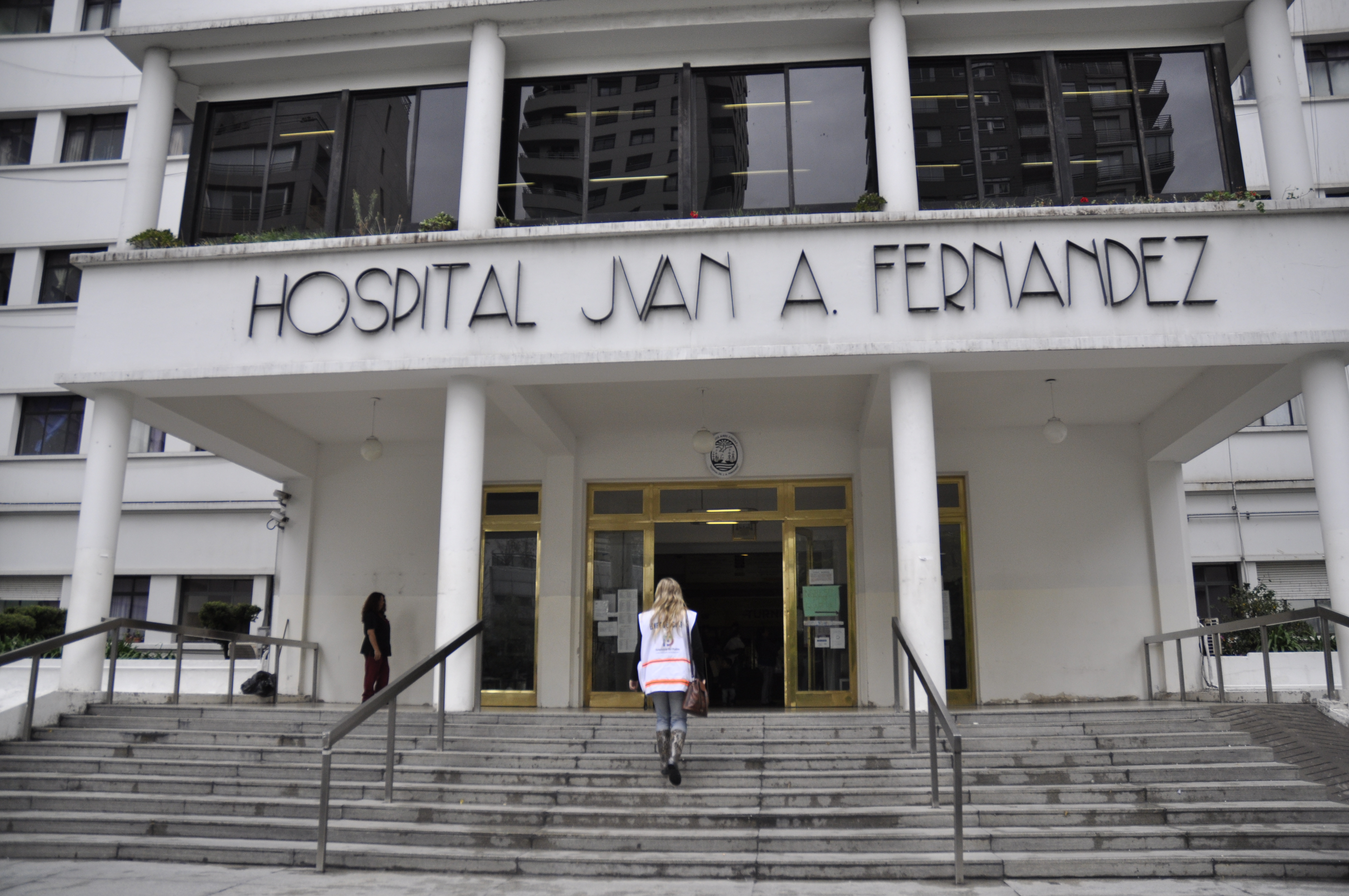

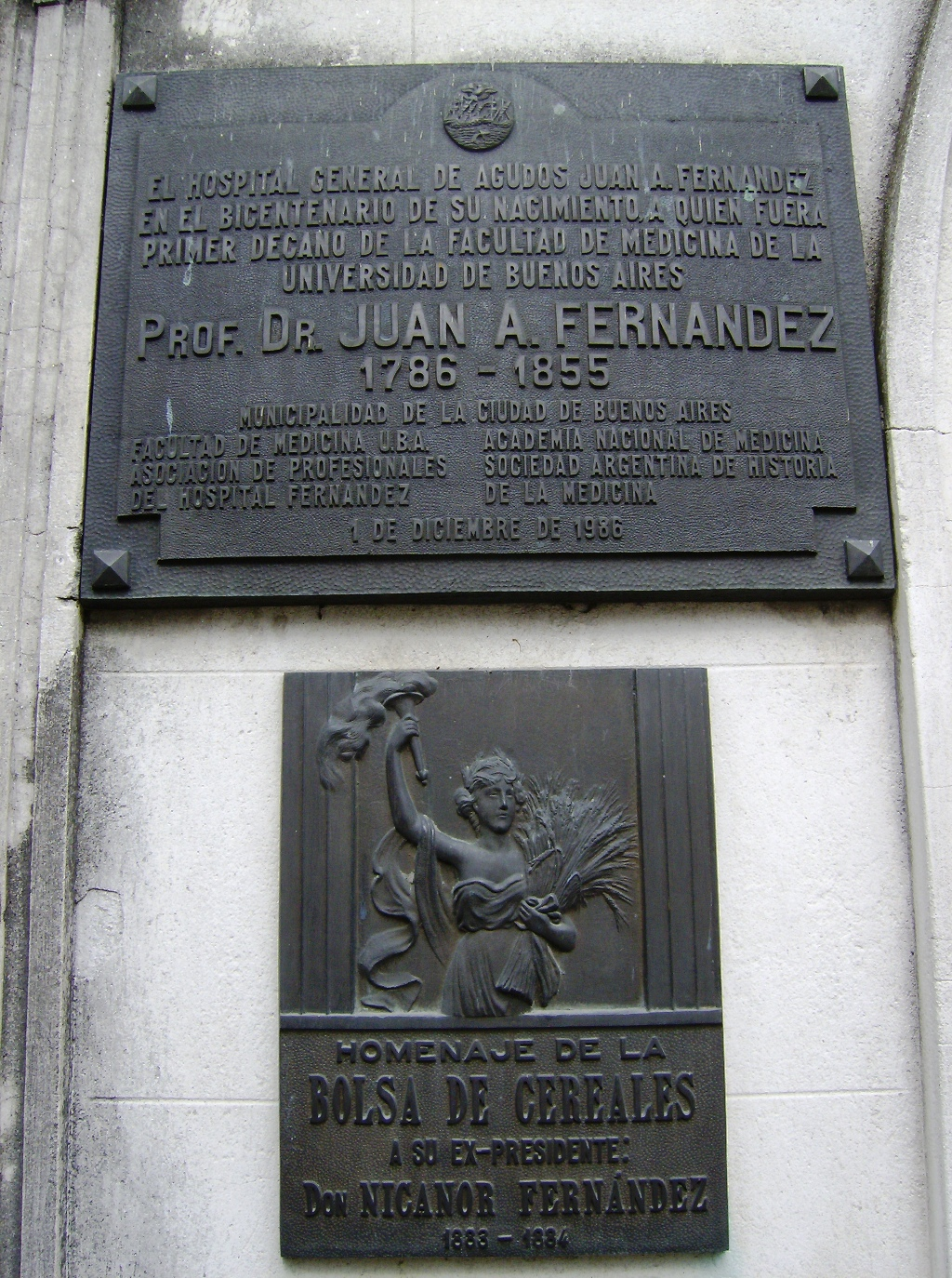
Placa conmemorativa en su mausoleo de la Recoleta.

Juan Antonio Natalio Fernández (Salta, 1 de diciembre de 1786 - Buenos Aires, 24 de septiembre de 1855) fue un cirujano salteño, miembro fundador y primer secretario de la Academia Nacional de Medicina (1822), catedrático de cirugía, patología y terapéutica, y primer presidente de la Facultad de Medicina (1852). Participó en las guerras de la independencia de Argentina como médico voluntario. Es emulado en un reconocido hospital porteño, el Fernández.    

## Datos familiares
Nació en una familia tradicional aunque de escasa fortuna. Era el segundo de 10 hermanos. Su padre, de nombre homónimo, fue un abogado y comerciante. Su madre, Aurelia González de Hoyos, venía de una familia criolla de largo abolengo, era hija de Bonifacio González de Hoyos y María Martína de Torres, y hermana de Serafina González de Hoyos, quien fuera mujer del general Juan Antonio Álvarez de Arenales.   
Era primo hermano de María Josefa Natalia Arenales y del coronel Evaristo de Uriburu, así como tío segundo del futuro presidente José Evaristo Uriburu. Según el historiador Carlos Ibarguren, descendía del conquistador Domingo Martínez de Irala y tenía un remoto origen mestizo guaraní.   
Contrajo matrimonio con Sixta Isabel de Leiva, hija del historiador Julián de Leiva, protagonista de la última resistencia contra la revolución de mayo.    

## Biografía
Estudia sus primeras letras en Salta con el educador español José León Cabezón. Luego pasa al Seminario de San Cristóbal en La Plata, donde estudia filosofía y teología, y consigue un grado de Bachiller en Artes. Estimulado por su tío y tocayo, el general Arenales, ingresa a la Universidad Mayor de San Marcos de Lima, donde obtiene el grado de Bachiller de Medicina en 1806.   
Viaja a España para especializarse en medicina y regresa como médico cirujano en la expedición enviada al Río de la Plata al mando del brigadier Vigodet. Se vuelve miembro de la masonería. En Montevideo comienza a ejercer fuertemente la medicina. Entre 1814 y 1815 lo convocan como jefe de cirujanos del ejército del directorio uruguayo. En 1816, es trasladado a Buenos Aires, donde se lo designa Secretario del Instituto Médico Militar, y más tarde, catedrático de Instituciones Médicas. Lo nombran Prefecto del Departamento de Medicina en la Universidad de Buenos Aires en 1821, apenas a días de su fundación. En 1822, al crearse la Academia de Medicina de Buenos Aires, es parte de los 15 primeros miembros fundadores.
El presidente Rivadavia lo designa catedrático de Patología y Clínica Médica. El 3 de mayo de 1826, lo nombra también médico Jefe del Hospital de Mujeres. Su labor en Buenos Aires se vio interrumpida por la coyuntura política. El 20 de abril de 1835 el Gobernador Juan Manuel de Rosas le quita sus cargos por simpatizar con el Partido Unitario, y es forzado al exilio en Montevideo. A la caída de Rosas regresa a Buenos Aires en 1852, donde retoma sus tareas. A los pocos años es nombrado Presidente de la Facultad de Medicina por Vicente López y Planes.
Falleció en Buenos Aires el 24 de septiembre de 1855.  